# Simson MS 50 Sperber

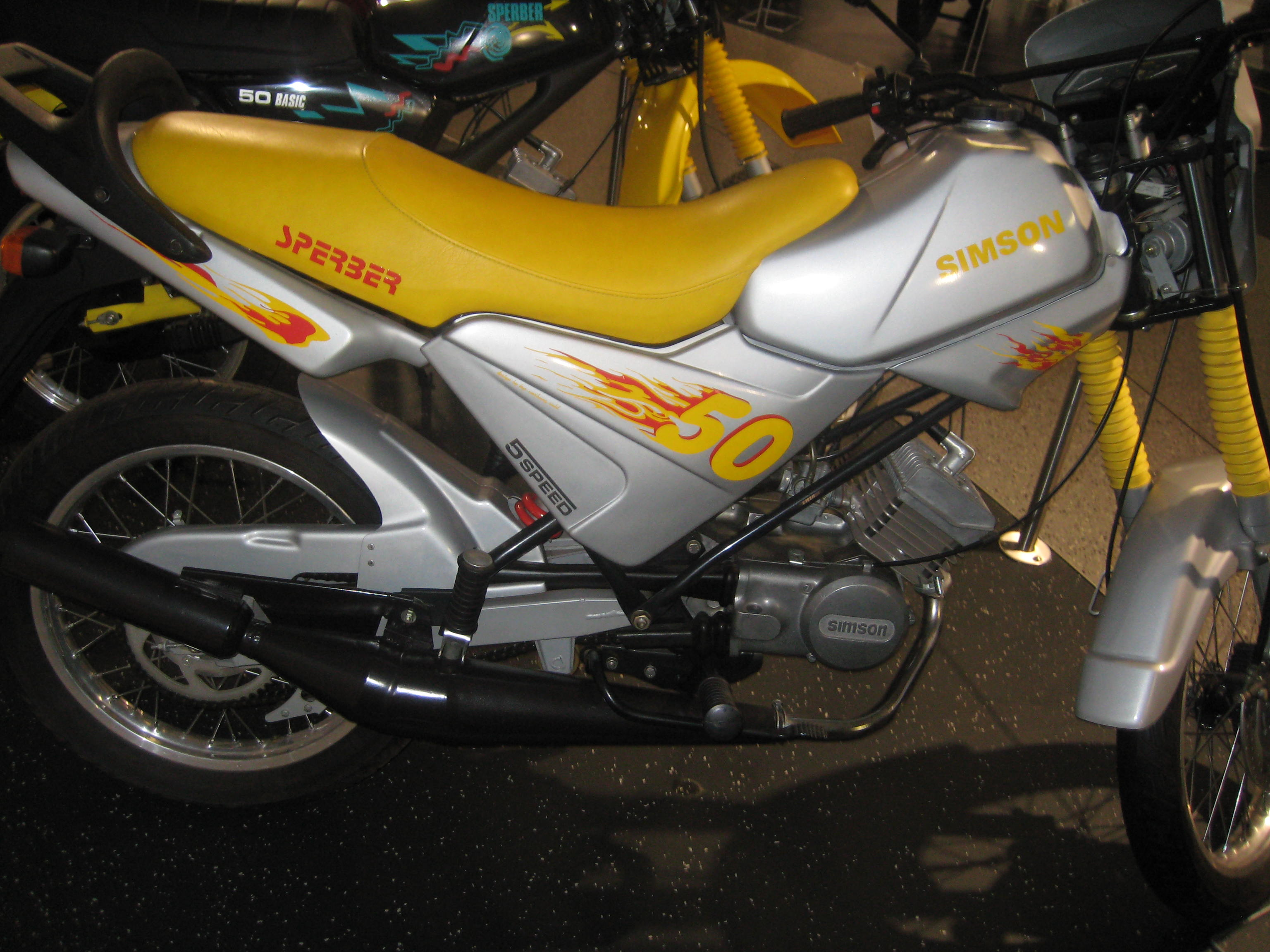
MS 50 Sperber in der Seitenansicht

Der MS 50 Sperber ist ein sportliches Mokick von Simson. Der Modellname Sperber ist an den früheren Simson Sperber angelehnt, der ebenfalls eine erhöhte Motorleistung aufwies. Wegen der auf 50 km/h begrenzten Höchstgeschwindigkeit wird der MS 50 Sperber als Kleinkraftrad eingestuft. In der S53-Typenreihe wurde der Name Sperber ebenfalls für einige Modelle vergeben, diese unterscheiden sich konstruktiv jedoch deutlich vom hier behandelten Sperber MS 50.

## Modellgeschichte
Der MS 50 Sperber war für anspruchsvolle, sportlich orientierte Mokickfahrer konzipiert. Sowohl äußerlich als auch in Ausstattung und Motorleistung hebt er sich deutlich von den seinerzeitigen S53-Modellen ab. Der Neupreis des MS 50 Sperber betrug 4025 DM (1998). Die Ausführung mit Getrenntschmierung kostete noch einmal 100 DM Aufpreis. Die Produktion endete bereits im Jahr 2000. Die Marktchancen für Kleinkrafträder deutscher Produktion waren in den 1990er Jahren allgemein schlecht. Obwohl das Fahrzeug weitgehend ausgereift war und einen größeren Gebrauchswert als das S53 bot, stellte sich kein Verkaufserfolg ein. Es konnten lediglich etwa 2000 Fahrzeuge produziert werden.
In Prospekten von 1999 wurde eine optisch stark abweichende, vollverkleidete Version Sperber 50 Sport präsentiert, ebenfalls mit dem bewährten Simsonmotor ausgestattet. Das Fahrzeug wurde wahrscheinlich nicht in Serie produziert.

## Technische Beschreibung
Von den herkömmlichen S53-Modellen unterscheidet er sich im Wesentlichen durch ein Zentralfederbein, eine sportlichere Optik mit geändertem Cockpit und Rundscheinwerfer, sowie einen 3,75 kW starken Motor mit Fünf-Gang-Getriebe. Basis für das Triebwerk war auch hier jener Grundtypus des M541, der erstmals 1980 am S 51 Verwendung fand – die mögliche Erweiterung des Getriebes um einen 5. Gang wurde bereits damals konstruktiv berücksichtigt und mit dem MS 50 Sperber im Jahre 1997 nunmehr verwirklicht. Die Leistungssteigerung wurde durch geänderte Steuerzeiten (Einlass mit Mittelsteg und größerer Auslass, Einringkolben) erreicht. Die Drosselung der Höchstgeschwindigkeit erfolgte mittels einer entsprechenden Übersetzung des Sekundärtriebs und abgestimmtem Auspuff. Das Fahrzeug wurde grundsätzlich mit Scheibenbremsen vorn ausgestattet. Eine Getrenntschmierung stand wahlweise zur Verfügung. Auffällig ist die freiliegende Kette, die bei Simson entsprechend einem MZ-Patent in der Regel gekapselt war. Analog zu den Topausstattungen der S 51-Baureihe wurde auch der Motor des MS 50 Sperber meistens schwarz lackiert.

### Technische Daten
|                       | MS 50 Sperber                                                  |           |
| --------------------- | -------------------------------------------------------------- | --------- |
| Motor                 | Einzylinder-Zweitakt-Ottomotor                                 |           |
| Typ                   | M554-50                                                        |           |
| Hub × Bohrung         | 44 mm × 38 mm                                                  |           |
| Hubraum               | 49,9 cm³                                                       |           |
| Schmierung            | Gemisch 1:50, optional Getrenntschmierung                      |           |
| Leistung              | 3,78 kW (5,1 PS) / 6500/min                                    |           |
| Kühlung               | Fahrtwind                                                      |           |
| Getriebe              | 5-Gang                                                         |           |
| Inbetriebnahme        | Kickstarter                                                    |           |
| Bordspannung          | 12 V                                                           |           |
| Rahmen                | Einrohrrahmen                                                  |           |
| Radführung vorn       | Teleskopgabel, 130 mm Federweg (150 mm mit Marzocchi-Gabel)    |           |
| Radführung hinten     | Schwinge mit Zentralfederbein, 160 mm Federweg                 |           |
| Bereifung             | vorn: 2,75-17-47 P Reinforced, hinten: 3,00-17-50 P Reinforced |           |
| Bremsen vorn          | Scheibenbremse                                                 |           |
| Gewicht               | 83                                                             |           |
| Höchstgeschwindigkeit | 50 km/h                                                        |           |
| Bauzeit               | 1997–2000                                                      | 1997–2000 |
| Stückzahl             | ?                                                              |           |

## Anhang